# Nuraghe Is Paras

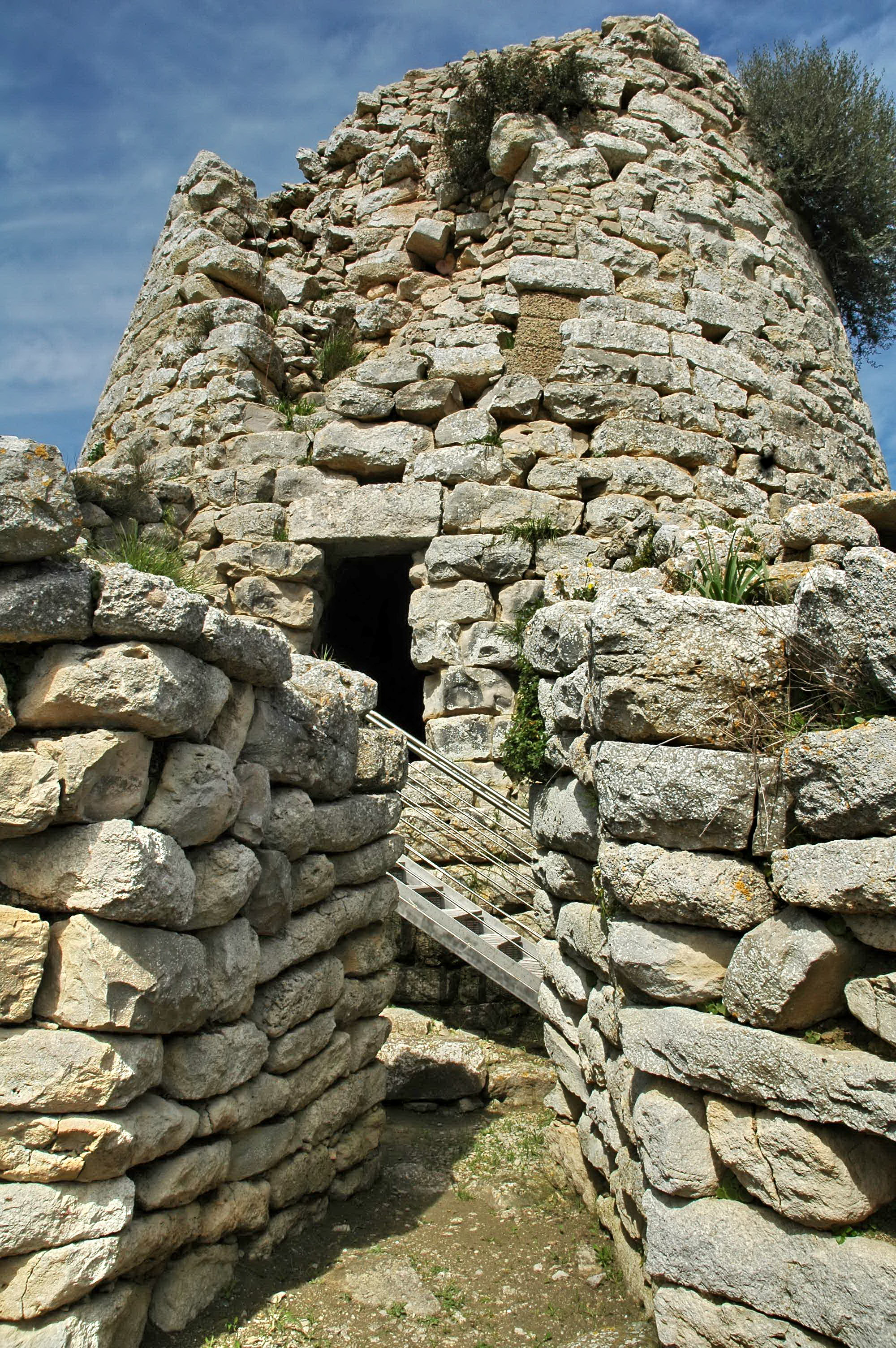
Nuraghe Is Paras

Unmittelbar nördlich der Stadt Isili in der Metropolitanstadt Cagliari auf Sardinien liegt die Nuraghe Is Paras, ein komplexer Baukörper. Die aus weißem Kalkstein errichtete Anlage gilt als eine der schönsten auf der Insel. Seine zentrale Nuraghe hat eine Tholos mit einer Innenhöhe von 11,8 m, die zu den höchsten der sardischen Vorzeit zählt. 33 Steinlagen bilden, bei einem unteren Durchmesser von etwa 6,3 m, eine einmalig erhaltene Kragkuppel unter den ansonsten eher unvollständigen Tholoi der Nuraghen. Nuraghen sind prähistorische und frühgeschichtliche Turmbauten der Bonnanaro-Kultur (2200–1600 v. Chr.) und der mit ihr untrennbar verbundenen, nachfolgenden Nuraghenkultur (etwa 1600–400 v. Chr.) auf Sardinien.
Der ursprünglich einzeln stehende zentrale Nuraghe hat kein Obergeschoss mehr. Er war vermutlich sehr viel höher und wurde später von einer Dreiecksformation aus (teilweise völlig abgetragenen) Außentürmen, geraden Verbindungsmauern und einem Innenhof umschlossen. Die Anlage hat eine Gesamtgröße von 35,5 × 24 m. Ausgrabungen erfolgten in den Jahren 1975–1977 und zuletzt 1998.

## Zugang
Der etwa 2,5 m lange Durchgang zum Innenhof, hat auf der linken Seite eine Nische, die zu der aufwärts führenden schmalen Treppe führt, mittels der man die oberen Etagen des südöstlichen Außenturmes erreichte. Dem Treppenhaus gegenüber liegt, etwas über Bodenniveau, eine quadratische Nische, die üblicherweise als Wächterzelle angesprochen wird.

Nuraghe Is Paras
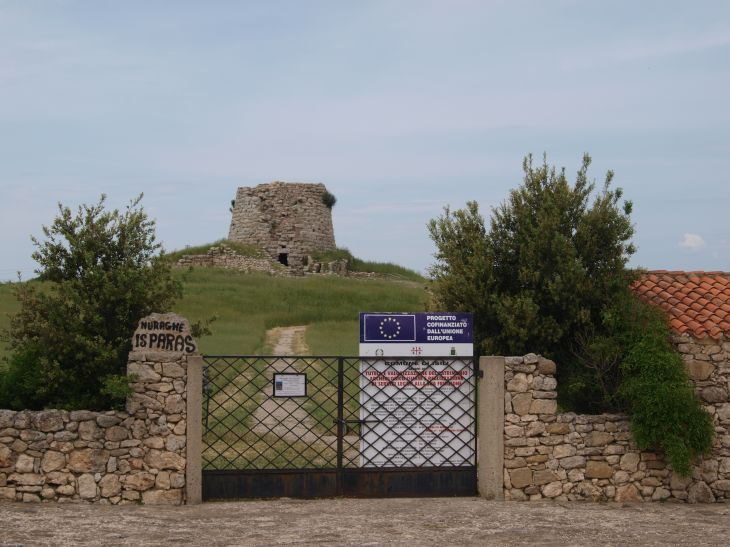
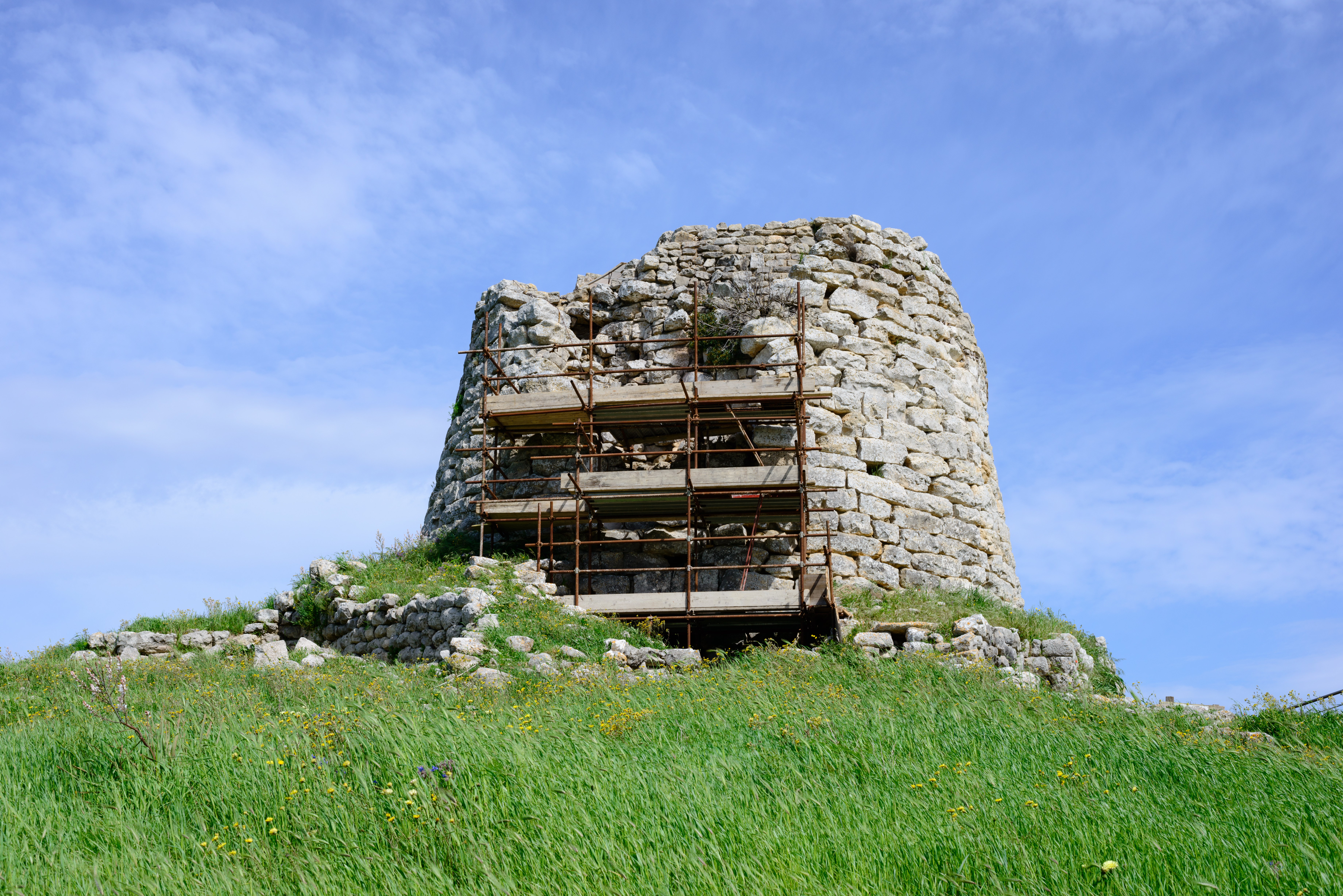
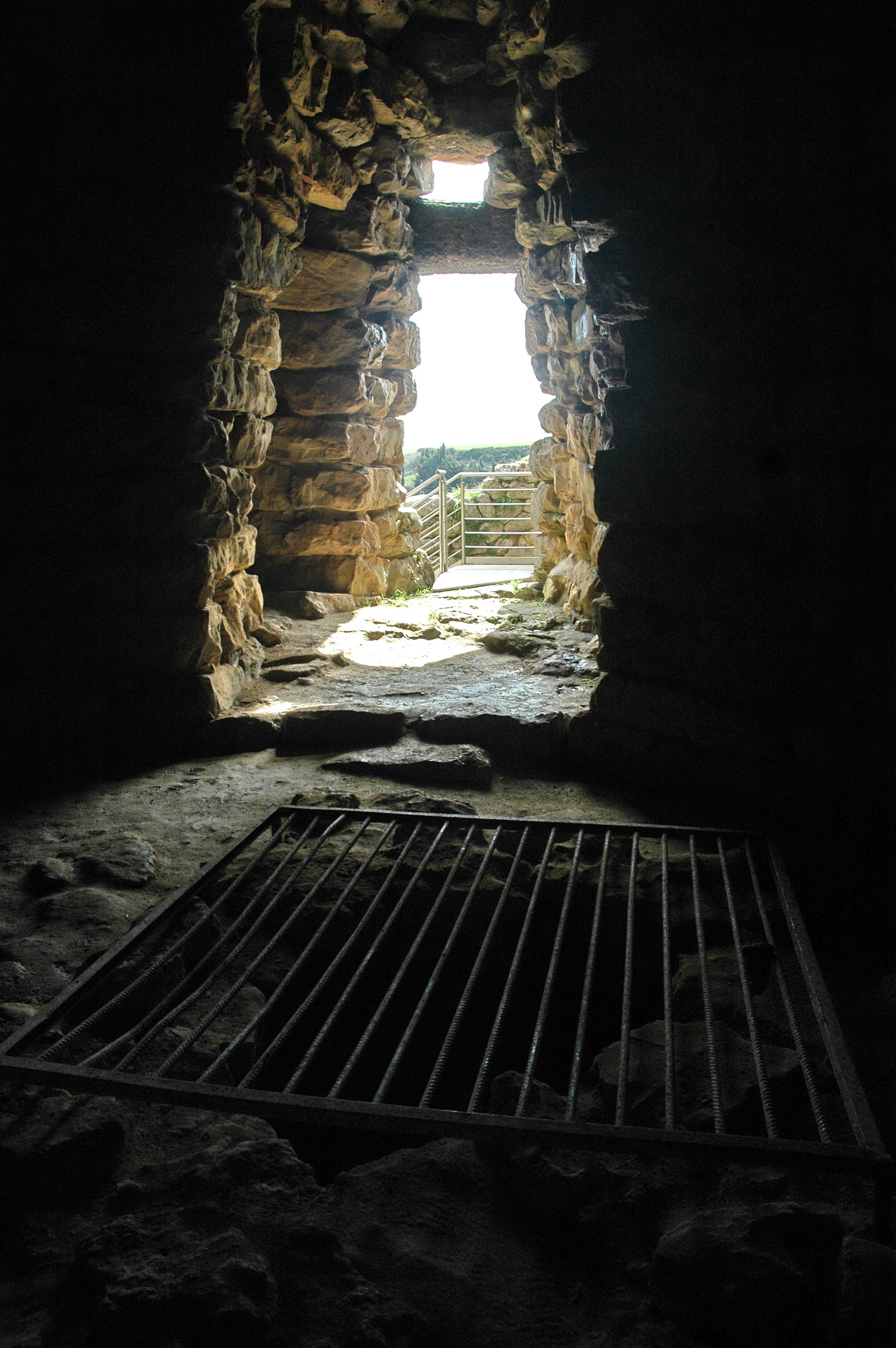
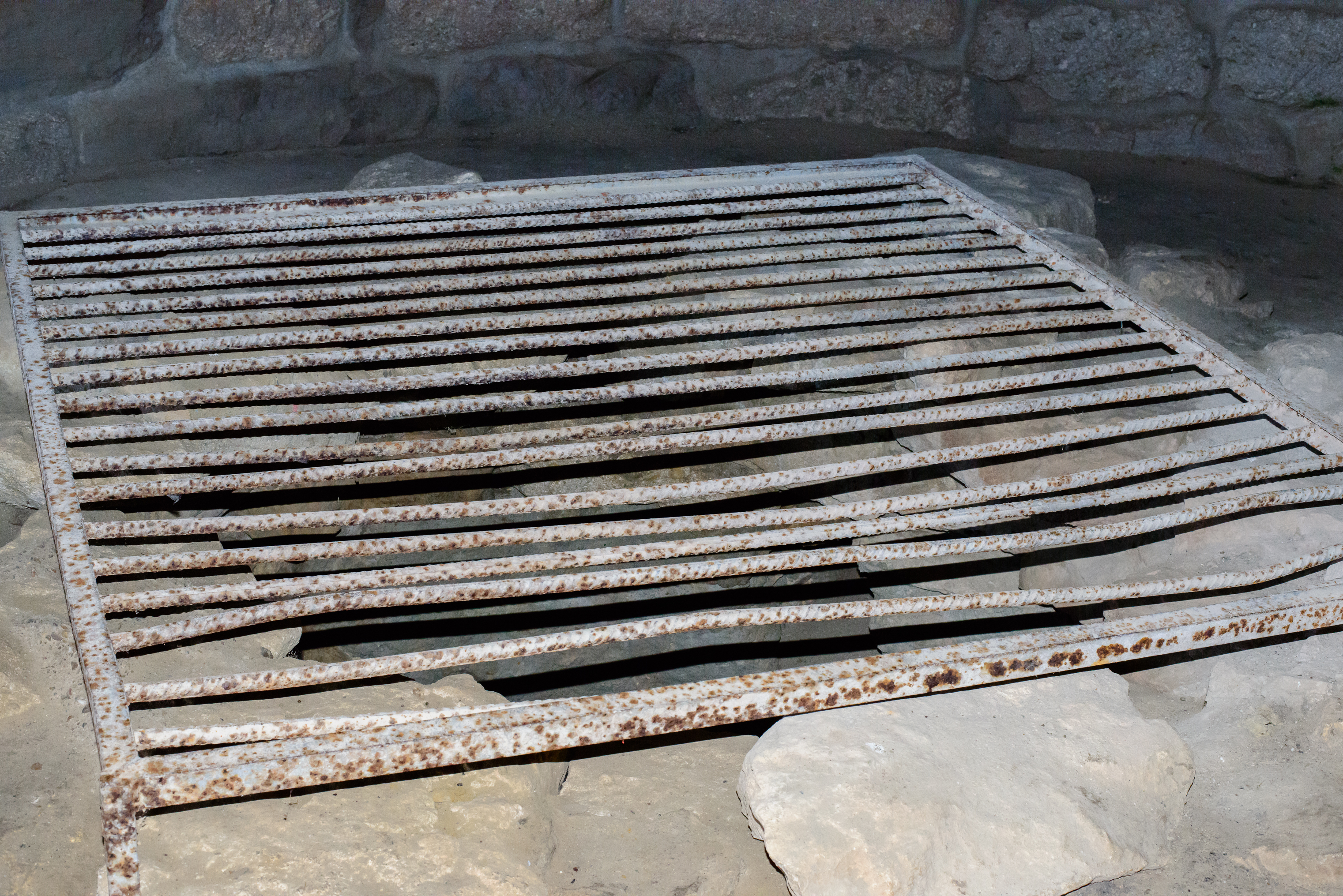
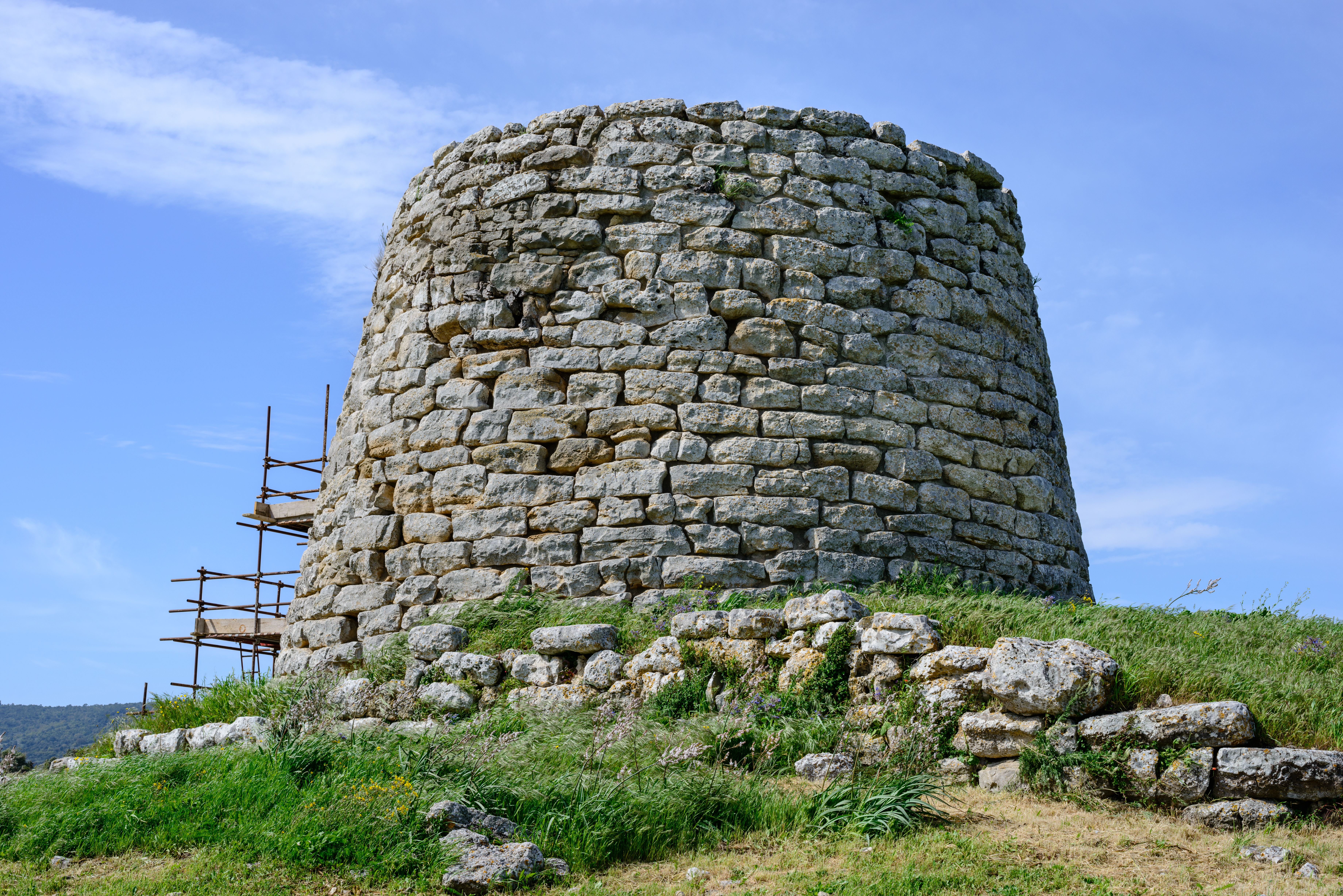

## Innenhof
Der gerade Gang führt durch eine rechteckige Tür mit Architrav auf den Hof, der die Form des Dreiviertel-Kreises hat. Seine Maße betragen 3,65 m in der Breite und 4,8 m in der Länge. Seine Mauern unterscheiden sich von denen der Nuraghe dadurch, dass sie aus Steinen kleiner und mittlerer Formate gebaut wurden. Vom Hof gelangt man in den zentralen Nuraghen und den südöstlichen Turm.

## Südostturm
Der zuerst untersuchte Turmstumpf hat einen inneren Durchmesser von etwa 3,1 m und lediglich zwei trapezoide Mauerschlitze in der gut 2 m breiten Außenmauer.

## Der zentrale Turm oder Mastio

### Der Zugang
Der einzige vollständiger erhaltene Turm hat einen Durchmesser von 12,5 m, und da seine innere Kammer einseitig verschoben ist, Wanddicken zwischen 4,6 und 2,3 m. Der 0,8 m über dem Hof nach Süden ausgerichtete Zugang besteht aus einer rechteckigen Tür, die 2,8 m hoch und 1,15 m breit ist. Der in die Tholos führende Gang ist 4,6 m lang und hat einen trapezioden Grundriss. Seine Weite beträgt am Anfang 1,15 m und am Übergang in die Tholos 2,05 m. Er hat rechts eine Seitennische und seine Decke steigt zur Tholos hin von 2,8 m auf 5,75 m an.

### Die Tholos
Der leicht ovalen Kammer von 6,2 bzw. 6,4 m Durchmesser, deren Mauern wurden aus großen Kalksteinblöcken gefertigt sind fehlen die üblichen Seitennischen völlig. Dafür hat sie eine Öffnung, die als Brunnen bezeichnet wird, obwohl eine natürliche Wasserzufuhr an dieser Stelle nahezu auszuschließen ist. Die Öffnung des Brunnens beträgt 1,25 m im Durchmesser, erweitert sich dann aber glockenförmig über mehrere unterschiedlich hohe Absätze auf etwa 4,3 m. Die Ausgrabung des Brunnens erbrachte unerwartet bemerkenswert technische Schwierigkeiten, die dazu führten, dass die Arbeiten unterbrochen werden mussten, da das Monument selbst in Gefahr geriet. In einer Höhe von 5,25 m liegt in der Wand der Tholos der (wohl mittels einer Holzkonstruktion erreichbare) Zugang zu einem Treppenhaus, das zu einem Podest führt, auf dem es ein rechteckiges Fenster gibt. Die Wendeltreppe führt dann weiter zu der unebenen (weil mindestens teilweise abgetragenen) oberen Plattform die noch einen Durchmesser von 11 m hat.

## Grabungsergebnisse
Der zentrale Nuraghe entstand vor dem 15. Jahrhundert v. Chr. und gehört in die Gruppe der ältesten Tholosnuraghen. Im 13. oder 12. Jahrhundert wurden der Hof und der Südostturm angefügt. Im 11. Jahrhundert erhielt Is Paras seine letzten Anbauten und wurde danach noch mehr als 1200 Jahre, bis in römische Zeit genutzt. Unterhalb des römischen Niveaus wurde eine mehrphasige Nutzung der Nuraghen erkannt. In den oberen Niveaus wurde gut gefertigte Töpferware mit geometrischer Dekoration gefunden. Es gibt Schüsseln mit Griffen, birnenförmige Vasen (im Santa Anastasia Stil), blattförmige Öllampen, Krüge mit Tüllen und anderes mehr. Die Töpferwaren der niedrigeren (älteren) Niveaus sind gröberer Natur. Es gibt jetzt Pfannen und Vasen mit dicken Rändern. Außerdem fand man Knochenanhänger, Webgewichte, Bronzen und das Fragment eines kleinen Votivschwertes. Kammdekorierte Töpferware der Endphase fehlt dagegen vollkommen.
In der Nähe liegt das Brunnenheiligtum von Santa Vittoria.